# 鄒族穿山甲傳說
鄒族穿山甲傳說，是台灣鄒族神話中關於穿山甲的傳說，主要描述穿山甲（arum）如何善用自己的能力和智慧去對付和牠互看不順眼的動物。

## 內容大綱
傳說有很多種版本，其中大多數的劇情中都有以下特徵和發展：
- 1.穿山甲和某種動物（麝香貓、獅子、野貓、猴子等）互看不順眼。
- 2.穿山甲和另一方的動物比賽，看誰能站在著火的地方裡裡而不被燒死就獲勝，首先嘗試的穿山甲偷偷挖一個洞穴躲進去，並且欺騙對手自己躲在落葉堆中，使另一方的動物死亡，並且被於心不忍的牠潑河水救活。
- 3.心有不甘的動物假裝要爬上樹拿蜂蜜吃，並且把要給穿山甲的蜂巢上抹了屎，穿山甲不開心，假裝不知情並要對方深入蜂巢中取比較好吃的蜜，並趁機丟石頭堵住進入洞口，把動物關在蜂巢裡。
- 4.出不去的動物向路過的獵人求救，並表示會幫他搬獵物，然而卻抵擋不了食物的誘惑而偷吃，被獵人打了一頓後逃跑[1][2][3]。

## 各種版本
| 對手   | 結局                                   | 註釋                                                                 |
| ------ | -------------------------------------- | -------------------------------------------------------------------- |
| 麝香貓 | 穿山甲對沾過屎的蜂蜜不開心，但無可奈何 |                                                                      |
| 獅子   | 被獵人打斷了後腳                       | 因為台灣沒有野生的獅子，這有可能是近代才出現的版本                   |
| 野貓   | 被燒死後被穿山甲救活                   |                                                                      |
| 猴子   | 被燒死後被穿山甲救活                   | 雙方是因為穿山甲曾經嚇到釣魚中的猴子、而猴子也曾偷吃掉牠的魚而交惡的 |
| tupiei | 被獵人打斷了後腳，再也無法化為人形     | 不知名的動物                                                         |

## 其他
- 排灣族也有著犰狳與野兔的相關傳說[5]:297。